# Regenerative Medizin
Die Regenerative Medizin (von lateinisch regeneratio ‚Neuentstehung‘) ist ein relativ neues Feld der Biomedizin. Sie befasst sich mit der Heilung verschiedener Erkrankungen durch die Wiederherstellung funktionsgestörter Zellen, Gewebe und Organe sowohl durch den biologischen Ersatz, beispielsweise mit Hilfe gezüchteter Gewebe, wie auch durch die Anregung körpereigener Regenerations- und Reparaturprozesse.

## Anwendung
Man erhofft sich durch die regenerative Medizin neue Ansätze in der Therapie von Morbus Parkinson, Querschnittlähmung oder Krebs. Aber auch Volkskrankheiten wie Diabetes mellitus, Koronare Herzkrankheit oder Fettsucht sollen durch die regenerative Medizin in Zukunft geheilt werden. Die Lebensstilmedizin versucht, Regenerationsprozesse im Körper zu aktivieren, indem dafür ein optimales biologisches Umfeld (Ernährung, körperliche Aktivität und psychosoziale Faktoren) geschaffen wird.
Die Prinzipien der regenerativen Medizin werden bei der Stammzelltransplantation bereits seit mehr als vierzig Jahren erfolgreich zur Behandlung von Leukämien und Lymphomen eingesetzt. Die medizinischen Anwendungsfelder von Stammzellen in der regenerativen Medizin wurden in den letzten Jahren zunehmend ausgeweitet. Studien zeigen erste Erfolge bei der Wiederherstellung von Hörzellen im Innenohr bei fortschreitendem Hörverlust bei Kleinkindern. Insbesondere in der Organtransplantation wurden in den letzten Jahren große Fortschritte erzielt. Neuere Felder der regenerativen Medizin sind das sogenannte Tissue Engineering (Züchten von Gewebe- und Zellverbänden) und die Gentherapie (Reparatur oder Ersatz defekter Erbinformationen).

## Einzelne Methoden
Es gibt verschiedene Methoden in der regenerativen Medizin, die zur Gewebeerneuerung und -regeneration eingesetzt werden. Eine wichtige Technik ist das Elektrospinnen, mit dem Mikrofasern erzeugt werden, die zur Herstellung von Bindegewebe-imitierenden Scaffolds dienen. Diese Scaffolds können als Gerüst für die Zellen fungieren. Ein weiterer Ansatz nutzt Wachstumsfaktoren sowie andere Bestandteile der extrazellulären Matrix, die an das Scaffold gebunden sind und spezifische Funktionen übernehmen. Des Weiteren kommen Stammzellen, einschließlich induzierter pluripotenter Stammzellen, zum Einsatz, die in verschiedenen biologischen Formen infundiert oder in Scaffolds integriert verabreicht werden, um die Regeneration zu fördern. Ein wichtiger Aspekt ist die Mechanotransduktion, die durch das Scaffold die Differenzierung der Zellen beeinflussen kann. Schließlich spielt die Nanomedizin eine Rolle, bei der verschiedenste Verfahren auf ultrakleinen Strukturelementen basieren, um die Regeneration zu unterstützen.